# Noble Willingham
Noble Henry Willingham Jr. (Mineola, 31 agosto 1931 – Palm Springs, 17 gennaio 2004) è stato un attore statunitense.

## Biografia
Figlio di Ladelle e Noble Henry Willingham, un contadino e impiegato delle ferrovie, ebbe tre figli, Stori, Megan e John Ross. Iniziò la carriera cinematografica e televisiva nei primi anni settanta, interpretando ruoli secondari in film come L'ultimo spettacolo (1971), assieme a un giovanissimo Jeff Bridges, e la commedia di grande successo Paper Moon - Luna di carta (1973). Sempre negli anni settanta, Willingham incominciò a lavorare anche in telefilm, miniserie tv e film televisivi, raggiungendo il massimo successo tra gli anni ottanta e la metà degli anni novanta.
Tra i telefilm da lui interpretati, la celebre serie Walker Texas Ranger, dove interpretò il ruolo di C.D. Parker in 141 episodi. Vanta la partecipazione a più di 30 film, alcuni di grande successo, come Good Morning, Vietnam (1987), Scappo dalla città - La vita, l'amore e le vacche (1991), L'ultimo boy scout (1991) e Ace Ventura - L'acchiappanimali (1994), e a più di 50 telefilm, in più di 200 episodi. Morì all'età di 72 anni per arresto cardiaco.

## Filmografia

### Cinema
- L'ultimo spettacolo (The Last Picture Show), regia di Peter Bogdanovich (1971)
- Il ladro che venne a pranzo (The Thief Who Came to Dinner), regia di Bud Yorkin (1973)
- Paper Moon - Luna di carta (Paper Moon), regia di Peter Bogdanovich (1973)
- Hit!, regia di Sidney J. Furie (1973)
- Chinatown, regia di Roman Polanski (1974)
- F.B.I. e la banda degli angeli (Big Bad Mama), regia di Steve Carver (1974)
- I ragazzi del sabato (Aloha Bobby and Rose), regia di Floyd Mutrux (1975)
- Sheila Levine Is Dead and Living in New York, regia di Sidney J. Furie (1975)
- Fighting Mad, regia di Jonathan Demme (1976)
- Il circuito della paura (Greased Lightning), regia di Michael Schultz (1977)
- I ragazzi della Compagnia C (The Boys in Company C), regia di Sidney J. Furie (1978)
- Norma Rae, regia di Martin Ritt (1979)
- Fast Charlie... the Moonbeam Rider, regia di Steve Carver (1979)
- Il ritorno di Butch Cassidy & Kid (Butch and Sundance: The Early Days), regia di Richard Lester (1979)
- Brubaker, regia di Stuart Rosenberg (1980)
- L'ululato (The Howling), regia di Joe Dante (1981)
- Harry's War, regia di Kieth Merrill (1981)
- Una notte con vostro onore (First Monday in October), regia di Ronald Neame (1981)
- Independence Day, regia di Robert Mandel (1983)
- Brivido d'estate (Summer Heat), regia di Michie Gleason (1987)
- La Bamba, regia di Luis Valdez (1987)
- Born in East L.A., regia di Cheech Marin (1987)
- Good Morning, Vietnam, regia di Barry Levinson (1987)
- Furia cieca (Blind Fury), regia di Phillip Noyce (1989)
- Pastime, regia di Robin B. Armstrong (1990)
- Tutto può accadere (Career Opportunities), regia di Bryan Gordon (1991)
- Scappo dalla città - La vita, l'amore e le vacche (City Slickers), regia di Ron Underwood (1991)
- L'ultimo boy scout (The Last Boy Scout), regia di Tony Scott (1991)
- Articolo 99 (Article 99), regia di Howard Deutch (1992)
- Uomini e topi (Of Mice and Men), regia di Gary Sinise (1992)
- Il distinto gentiluomo (The Distinguished Gentleman), regia di Jonathan Lynn (1992)
- Bagliori nel buio (Fire in the Sky), regia di Robert Lieberman (1993)
- Mister Hula Hoop (The Hudsucker Proxy), regia di Joel ed Ethan Coen (1994)
- Ace Ventura - L'acchiappanimali (Ace Ventura: Pet Detective), regia di Tom Shadyac (1994)
- Cara, insopportabile Tess (Guarding Tess), regia di Hugh Wilson (1994)
- Scappo dalla città 2 (City Slickers II: The Legend of Curly's Gold), regia di Paul Weiland (1994)
- Qualcosa di personale (Up Close & Personal), regia di Jon Avnet (1996)
- The Corndog Man, regia di Andrew Shea (1999)
- Vendetta finale (South of Heaven, West of Hell), regia di Dwight Yoakam (2000)
- Blind Horizon - Attacco al potere (Blind Horizon), regia di Michael Haussman (2003)

### Televisione
- Quella casa sulla collina (My Sweet Charlie), regia di Lamont Johnson – film TV (1970)
- Bonanza – serie TV, episodio 14x05 (1972)
- McMillan e signora (McMillan & Wife) – serie TV, episodio 2x04 (1972)
- Gunsmoke – serie TV, episodio 18x20 (1973)
- The Girls of Huntington House, regia di Alf Kjellin – film TV (1973)
- Hawkins – serie TV, episodio 1x02 (1973)
- Sunshine, regia di Joseph Sargent – film TV (1973)
- Apple's Way – serie TV, episodio 1x05 (1974)
- Evel Knievel, regia di Michael O'Herlihy – film TV (1974)
- The Texas Wheelers – serie TV, episodi 1x03-1x04 (1974)
- Dove sono gli altri? (Where Have All the People Gone), regia di John Llewellyn Moxey – film TV (1974)
- Mary Tyler Moore – serie TV, episodio 5x10 (1974)
- Cannon – serie TV, episodio 4x15 (1975)
- Black Bart, regia di Robert Butler – film TV (1975)
- Una famiglia americana (The Waltons) – serie TV, episodi 2x04-2x05-4x04 (1973-1975)
- Switch – serie TV, episodio 1x06 (1975)
- Three for the Road – serie TV, episodio 1x07 (1975)
- Petrocelli – serie TV, episodio 2x13 (1976)
- Agenzia Rockford (The Rockford Files) – serie TV, episodi 2x06-3x06-3x10 (1975-1976)
- Lou Grant – serie TV, episodio 1x06 (1977)
- L'uomo di Atlantide (Man from Atlantis) – serie TV, episodio 1x10 (1977)
- Una vera amicizia (Thaddeus Rose and Eddie), regia di Jack Starrett – film TV (1978)
- Alice – serie TV, 4 episodi (1976-1978)
- Cindy, regia di William A. Graham – film TV (1978)
- Just Me and You, regia di John Erman – film TV (1978)
- The Critical List, regia di Lou Antonio – film TV (1978)
- Alla conquista del West (How the West Was Won) – serie TV, episodio 3x02 (1979)
- Backstairs at the White House – miniserie TV, episodio 1x02 (1979)
- Silent Victory: The Kitty O'Neil Story, regia di Lou Antonio – film TV (1979)
- Il giovane Maverick (Young Maverick) – serie TV, episodio 1x02 (1979)
- Cuore e batticuore (Hart to Hart) – serie TV, episodio 1x12 (1980)
- Palmerstown, U.S.A. – serie TV, episodio 1x01 (1980)
- Kenny Rogers as The Gambler, regia di Dick Lowry – film TV (1980)
- Ore 17: quando suona la sirena (When the Whistle Blows) – serie TV, episodi 1x01-1x02-1x06 (1980)
- The Georgia Peaches, regia di Daniel Haller – film TV (1980)
- WKRP in Cincinnati – serie TV, episodio 3x06 (1980)
- Dallas – serie TV, episodio 4x13 (1981)
- Coward of the County, regia di Dick Lowry – film TV (1981)
- F.B.I. oggi (Today's F.B.I.) – serie TV, episodio 1x04 (1981)
- CHiPs – serie TV, episodio 5x09 (1981)
- The Children Nobody Wanted, regia di Richard Michaels – film TV (1981)
- The Blue and the Gray – miniserie TV, episodio 1x02 (1982)
- Missing Children: A Mother's Story, regia di Dick Lowry – film TV (1982)
- Hazzard (The Dukes of Hazzard) – serie TV, episodio 5x18 (1983)
- Living Proof: The Hank Williams, Jr. Story, regia di Dick Lowry – film TV (1983)
- Gun Shy – serie TV, episodio 1x02 (1983)
- Tucker's Witch – serie TV, episodio 1x12 (1983)
- Benson – serie TV, episodio 5x01 (1983)
- Houston pronto soccorso (Cutter to Houston) – serie TV, 9 episodi (1983)
- AfterMASH – serie TV, episodi 1x16-1x18-1x20 (1984)
- W*A*L*T*E*R, regia di Bill Bixby – film TV (1984)
- The Atlanta Child Murders – miniserie TV, episodi 1x01-1x02 (1985)
- Airwolf – serie TV, episodio 2x17 (1985)
- Hail to the Chief – serie TV, episodio 1x04 (1985)
- Autostop per il cielo (Highway to Heaven) – serie TV, episodi 1x24-1x25 (1985)
- Il sigillo dell'assassino (Badge of the Assassin), regia di Mel Damski – film TV (1985)
- Mai dire sì (Remington Steele) – serie TV, episodio 4x13 (1986)
- Dream West – miniserie TV, episodi 1x01-1x02 (1986)
- Mr. Sunshine – serie TV, episodio 1x07 (1986)
- A-Team (The A-Team) – serie TV, episodi 1x11-4x22 (1983-1986)
- Alamo - Tredici giorni di gloria (The Alamo: Thirteen Days to Glory), regia di Burt Kennedy – film TV (1987)
- Vita col nonno (Our House) – serie TV, episodio 1x21 (1987)
- Nutcracker: Money, Madness & Murder – miniserie TV, episodi 1x01-1x02-1x03 (1987)
- Jack, investigatore privato (Private Eye) – serie TV, episodi 1x05-1x06 (1987)
- Longarm, la pistola più veloce del West (Longarm), regia di Virgil W. Vogel – film TV (1988)
- Splash 2 (Splash, Too), regia di Greg Antonacci – film TV (1988)
- Fotogrammi di guerra (Shooter), regia di Gary Nelson – film TV (1988)
- A Stoning in Fulham County, regia di Larry Elikann – film TV (1988)
- Quiet Victory: The Charlie Wedemeyer Story, regia di Roy Campanella II – film TV (1988)
- L.A. Law - Avvocati a Los Angeles (L.A. Law) – serie TV, episodio 3x08 (1989)
- La stoffa del campione (Unconquered), regia di Dick Lowry – film TV (1989)
- Brothers – serie TV, episodio 5x20 (1989)
- Star Trek: The Next Generation – serie TV, episodio 2x12 (1989)
- I predatori della strada (The Road Raiders), regia di Richard Lang – film TV (1989)
- Gioco sporco (The Heist), regia di Stuart Orme – film TV (1989)
- I ragazzi della prateria (The Young Riders) – serie TV, episodio 1x22 (1990)
- Capital News – serie TV, episodio 1x01 (1990)
- Sporting Chance, regia di Lou Antonio – film TV (1990)
- Matlock – serie TV, episodio 5x03 (1990)
- The Court-Martial of Jackie Robinson, regia di Larry Peerce – film TV (1990)
- Ann Jillian – serie TV, 6 episodi (1989-1990)
- Dolce veleno (Sweet Poison), regia di Brian Grant – film TV (1991)
- In viaggio nel tempo (Quantum Leap) – serie TV, episodio 4x04 (1991)
- Quell'uragano di papà (Home Improvement) – serie TV, episodi 1x17-1x18 (1992)
- Il prezzo del passato (Woman with a Past), regia di Mimi Leder – film TV (1992)
- Un medico tra gli orsi (Northern Exposure) – serie TV, episodio 3x17 (1992)
- La signora in giallo (Murder, She Wrote) – serie TV, episodio 8x20 (1992)
- Quello che gli uomini non dicono (Men Don't Tell), regia di Harry Winer – film TV (1993)
- I racconti della cripta (Tales from the Crypt) – serie TV, episodio 5x11 (1993)
- Walker Texas Ranger - Riunione mortale (Walker Texas Ranger 3: Deadly Reunion), regia di Michael Preece – film TV (1994)
- Walker Texas Ranger – serie TV, 155 episodi (1993-1999)

## Doppiatori italiani
Nelle versioni in italiano delle opere in cui ha recitato, Noble Willingham è stato doppiato da:
- Pino Locchi in Matlock, Star Trek: The Next Generation, L'ultimo boyscout
- Bruno Alessandro in Scappo dalla città - La vita, l'amore e le vacche, Ace Ventura - L'acchiappanimali
- Carlo Alighiero in Paper Moon - Luna di carta
- Carlo Baccarini ne L'ululato
- Giorgio Lopez in Hazzard
- Luigi Pistilli in Good Morning, Vietnam
- Gil Baroni in Splash 2
- Sandro Iovino in Furia cieca
- Gino Pagnani ne I ragazzi della prateria
- Giancarlo Padoan ne La signora in giallo
- Mario Bardella in Uomini e topi
- Marcello Mandò in Bagliori nel buio
- Dario De Grassi in Walker Texas Ranger
- Luigi Montini in Walker Texas Ranger (4 episodi)
- Cesare Barbetti in Scappo dalla città 2
- Renato Mori in Qualcosa di personale
- Toni Orlandi in Blind Horizon - Attacco al potere